# Barbara Schlomann
Barbara Schlomann (* 1962 in Recklinghausen) ist eine deutsche Diplom-Volkswirtin. Sie ist wissenschaftliche Beraterin des geschäftsführenden Institutsleiters am Fraunhofer-Institut für System- und Innovationsforschung (ISI), Karlsruhe. Seit dem 1. September 2020 gehört sie dem Expertenrat für Klimafragen an; zum 1. September 2025 wurde sie nach der Neubesetzung des Gremiums durch die Bundesregierung erneut berufen.

## Leben
Barbara Schlomann studierte Volks- und Energiewirtschaftslehre an den Universitäten in Freiburg im Breisgau und Köln. 2014 promovierte sie an der Universität in Utrecht zu dem Thema Design of Effective Energy Efficiency Policies. Seit 1987 ist sie wissenschaftliche Mitarbeiterin und Projektleiterin am Fraunhofer-Institut für System und Innovationsforschung und leitete dort unter anderem die Bereiche Energieeffizienz und Energiepolitik. Zwischen 1990 und 1998 lehrte Schlomann an der Dualen Hochschule Karlsruhe Volkswirtschaftstheorie und -politik. Zum 1. September 2025 wurde sie als Mitglied des Expertenrats für Klimafragen bestätigt, nachdem die Bundesregierung das Gremium neu besetzt hatte.

## Forschung
Die Forschungsgebiete von Barbara Schlomann im Bereich der nationalen und internationalen Energiepolitik umfassen die Ausgestaltung und Bewertung energie- und klimapolitischer Instrumente und Maßnahmen, das top-down und bottom-up Monitoring energiepolitischer Ziele und Strategien sowie die ex-post- und ex-ante Analyse des Energiebedarfs in allen Verbrauchssektoren. Auf diesen Bereichen liegen auch die Schwerpunkte ihrer Publikationstätigkeit.

## Veröffentlichungen (Auswahl)
- Design of effective energy efficiency policies, An analysis in the frame of target setting, monitoring and evaluation ISBN 978-3-8396-0773-2
- Energieverbrauch des Sektors Gewerbe, Handel, Dienstleistungen (GHD) in Deutschland für die Jahre 2006 bis 2011. ISBN 978-3-8396-0691-9
- Towards a green economy in Germany? The role of energy efficiency policies
- Policy strategies for achieving large long-term savingsfrom retrofitting existing buildings
- Adoption of low-cost energy efficiency measures in thetertiary sector-An empirical analysis based on energysurvey data
- Dimensions of energy efficiency in a political context
- Interaction between Climate, Emissions Trading and Energy Efficiency Targets
- Which Role for Market-Oriented Instruments for Achieving Energy Efficiency Targets in Germany?